# Otar Tushishvili
Otar Tushishvili –en georgiano: ოთარ თუშიშვილი– (Gori, 14 de junio de 1978) es un deportista georgiano que compitió en lucha libre.
Participó en cuatro Juegos Olímpicos de Verano, obteniendo una medalla de bronce en Pekín 2008, en la categoría de 66 kg, el 15.º lugar en Sídney 2000, el 21.º lugar en Atenas 2004 y el 12.º lugar en Londres 2012.
Ganó tres medallas en el Campeonato Mundial de Lucha entre los años 2005 y 2007, y tres medallas de bronce en el Campeonato Europeo de Lucha entre los años 1999 y 2010.

## Palmarés internacional
| Juegos Olímpicos   | Juegos Olímpicos    | Juegos Olímpicos  | Juegos Olímpicos |
| Año                | Lugar               | Medalla           | Categoría        |
| ------------------ | ------------------- | ----------------- | ---------------- |
| 2008               | Pekín (China)       | Medalla de bronce | 66 kg            |
| Campeonato Mundial |                     |                   |                  |
| Año                | Lugar               | Medalla           | Categoría        |
| 2005               | Budapest (Hungría)  | Medalla de bronce | 66 kg            |
| 2006               | Cantón (China)      | Medalla de plata  | 66 kg            |
| 2007               | Bakú (Azerbaiyán)   | Medalla de bronce | 66 kg            |
| Campeonato Europeo |                     |                   |                  |
| Año                | Lugar               | Medalla           | Categoría        |
| 1999               | Minsk (Bielorrusia) | Medalla de bronce | 58 kg            |
| 2001               | Budapest (Hungría)  | Medalla de bronce | 63 kg            |
| 2010               | Bakú (Azerbaiyán)   | Medalla de bronce | 66 kg            |